# Scuola storica tedesca
La scuola storica tedesca dell'economia è stata una corrente di pensiero economico sviluppatasi nel corso del diciannovesimo secolo.

## Storia
Precursore della scuola storica fu Friedrich List con la propria opera Il sistema nazionale di economia politica pubblicata nel 1841. La nascita della vecchia o prima scuola storica ebbe origine in Germania nel 1843, con la pubblicazione dell'opera Grundriss zu Vorlesungen über die Staatswirtschaft nach geschichtlicher Methode di Wilhelm Georg Friedrich Roscher, a cui seguirono gli scritti di Karl Knies e di Bruno Hildebrand.
I primi esponenti della scuola storica tedesca criticarono in modo radicale l'approccio logico-deduttivo proprio del marginalismo, contrapponendogli il metodo induttivo, il concetto di self interest in favore di quello di "spirito popolare", e sostenendo l'impossibilità di giungere a leggi economiche astratte aventi valore universale, da sostituirsi con un approccio "storico", basato sul contesto socio-culturale. Della giovane, nuova o seconda scuola storica, guidata da Gustav von Schmoller, fecero parte Adolph Wagner, Lujo Brentano, Albert Schäffle, Gustav von Schönberg e Werner Sombart.
Gustav von Schmoller affiancò il metodo induttivo a quello deduttivo (conscio della "minaccia" concreta rappresentata dal marginalismo), per fornire le leggi economiche di un certo grado di astrattezza, ma sempre vincolata al contesto storico e fu protagonista di un acceso dibattito sul metodo da adottare nello studio dell'economia con Carl Menger, uno dei principali esponenti del marginalismo. Il punto di partenza per l'analisi economica era rappresentato, per la scuola storica tedesca, dalla popolazione intesa come ente dotato di propria razionalità; per i marginalisti, invece, l'oggetto dell'analisi era rappresentato dall'individuo singolo.
La scuola storica tedesca, tuttavia, non ebbe lo sviluppo e il successo di quella marginalista, per il semplice fatto che, con l'evolversi della società, un approccio eccessivamente relativista che spieghi le dinamiche economiche solo in base all'evolversi della società, non era più sufficiente; si cominciavano, infatti, a sentire le grosse lacune analitiche che questa scuola non fu mai in grado di risolvere appieno.